# Lazarol
Lazarol var ett flytande kosmetiskt preparat, snarlikt Salubrin, innehållande etanol, etylacetat, ättiksyra, kinosol och försett med denatureringsmedel för att hindra dess användning som berusningsmedel.
Preparatet tillverkades vid tekniska fabriken Helios i Sundbybergs kommun.
Fabriken tillverkade även Lazarin, en salva innehållande borsyra, zinkoxid, basiskt vismutgallat (dermatol) med mera.